# Lechosław
Lechosław – imię męskie. Powstało poprzez dodanie do imienia Lech charakterystycznego dla staropolskich imion członu -sław.
Forma żeńska: Lechosława.
Imię nadawane rzadko. W styczniu 2024 r. w rejestrze PESEL, wśród publicznie dostępnych danych dotyczących osób żyjących, wykazano 1634 mężczyzn o imieniu Lechosław nadanym jako imię pierwsze. Dla porównania, najczęściej nadane jako męskie imię pierwsze – Piotr, nosi 689.313 osób.
Lechosław imieniny obchodzi 26 listopada.

## Mężczyźni noszący imię Lechosław
- Lechosław Domański – harcmistrz
- Lechosław Gapik – doktor psychologii, seksuolog
- Lechosław Goździk – działacz polityczny
- Lechosław Jarzębski – działacz polityczny
- Lechosław Litwiński – aktor
- Lechosław Marszałek – polski animator, twórca Reksia
- Lechosław Michalak – polski kolarz szosowy.